# Lonchoptera curtifurcata
Lonchoptera curtifurcata är en tvåvingeart som först beskrevs av Yang 1999.  Lonchoptera curtifurcata ingår i släktet Lonchoptera och familjen spjutvingeflugor. Inga underarter finns listade i Catalogue of Life.